# Liste von Schiffen mit dem Namen München
München ist ein mehrfach genutzter Name von Schiffen. Der Name bezieht sich im Allgemeinen auf die bayrische Hauptstadt München.

## Schiffsliste
| Bezeichnung | Schiffsart      | Klasse / Typ  | Baujahr | Bauwerft                            | Eigner                                         | Dienstzeit | Verbleib | Bild |
| ----------- | --------------- | ------------- | ------- | ----------------------------------- | ---------------------------------------------- | ---------- | --- | ---- |
| München     | Passagierschiff | Städte-Klasse | 1889    | Fairfield Shipbuilders, Glasgow     | Norddeutscher Lloyd                            | 1889–1901  | 1905 verkauft und in Gregory Mörch umbenannt, 1910 abgewrackt                                                       |      |
| München     | Passagierschiff |               | 1892    | J.A. Maffei, München                |                                                | 1919–1957  | 1964 abgewrackt |      |
| München     | Kleiner Kreuzer | Bremen-Klasse | 1905    | AG Weser, Bremen                    | Kaiserliche Marine                             | 1905–1916  | 1920 abgewrackt |      |
| Munich      | Fähre           |               | 1908    | John Brown & Company                | Great Eastern Railway                          | 1908–1914  | Als St. Denis von der Royal Navy übernommen, 1950 abgewrackt                                                        |      |
| München     | Passagierschiff |               | 1923    | AG Weser, Bremen                    | Norddeutscher Lloyd                            |            | Noch vor Stapellauf als Reparation an das Vereinigte Königreich übereignet, 1923 in Ohio umbenannt, 1934 abgewrackt |      |
| München     | Passagierschiff |               | 1923    | AG Vulcan, Stettin                  | Norddeutscher Lloyd                            | 1923–1930  | 1931 in General von Steuben umbenannt, 1945 versenkt                                                                |      |
| München     | Trawler         |               | 1927    |                                     | Nordsee Deutsche Hochseefischerei Kriegsmarine | 1927–1940  | 1941 als Prise von der Royal Navy erbeutet                                                                          |      |
| München     | Kombischiff     |               | 1936    | Bremer Vulkan, Vegesack             | Norddeutscher Lloyd                            | 1936–1941  | 1941 selbstversenkt                                                                                                 |      |
| München     | Trawler         |               | 1961    | Seebeck, Bremerhaven                | Nordsee Deutsche Hochseefischerei              | 1961–1963  | 1963 gesunken |      |
| München     | Passagierschiff |               | 1962    | Bodan-Werft, Kressbronn am Bodensee | Deutsche Bundesbahn Bodensee-Schiffsbetriebe   | seit 1962  | in Dienst |      |
| München     | Frachtschiff    |               | 1972    | Cockerill, Antwerpen                | Hapag-Lloyd                                    | 1972–1978  | 1978 gesunken |      |